# Olivier Orban
Pour les articles homonymes, voir Orban.
Olivier Orban, né le 4 juin 1944 à Fontainebleau (Seine-et-Marne), est un éditeur français. Il a notamment été le PDG de la maison d'édition Plon.

## Biographie
Olivier Orban est né à Fontainebleau le 4 juin 1944 . Il a suivi sa scolarité au lycée François-Ier de Fontainebleau, puis des études de sciences politiques achevées en 1969. 
En 1967, il épouse l'actrice Christine Delaroche, dont il divorce, et se remarie avec l'écrivaine Christine Orban.

## Les éditions Olivier Orban
Après avoir travaillé aux éditions Denoël à partir de 1971, Olivier Orban avait dirigé à partir de 1974 sa propre maison d'édition, devenue à la fin des années 1980, un département des Presses de la Cité. Son catalogue propre disparaît dans les années 1990.

## Publications
- (avec Christine Orban) Une folie amoureuse, Grasset, 1997  (ISBN 9782246542018).